# Troels Troels-Lund

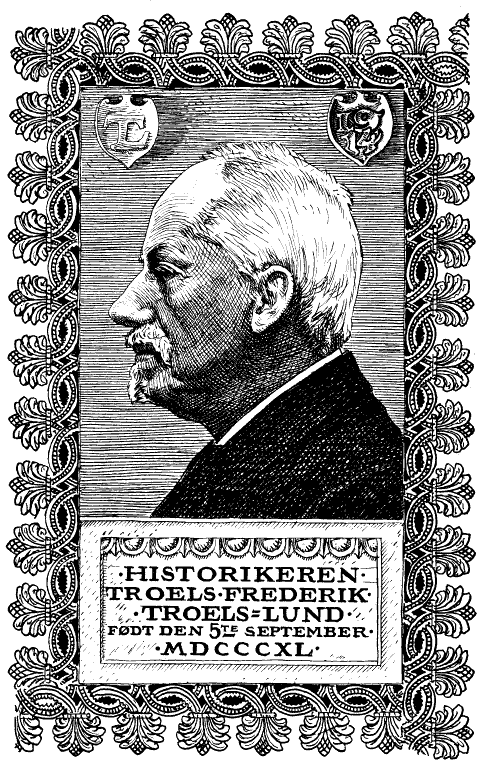
Troels Frederik Troels-Lund

Troels Frederik Troels-Lund, född 5 september 1840 i Köpenhamn, död 12 februari 1921, var en dansk historiker och författare. Han är mest känd för "Dagligt liv i Norden i det sekstende århundrede", som utkom första gången 1879-1901 i 14 band.
Troels-Lund (som före 1903 endast hette Lund) blev teol. kand. 1866 och fil. dr 1871 på avhandlingen "Om Sokrates's lære og personlighed". 1874-1899 var han anställd som lärare vid Hærens Officersskole och utnämndes 1897 till kunglig ordenshistoriograf. 1901 blev han medlem av Videnskabernes Selskab och 3 oktober 1902 av Det kongelige danske Selskab for Fædrelandets Historie.

## Barndom och ungdom
Troels Lund föddes på Gammeltorv i Köpenhamn. Fadern var fullmäktig i Nationalbanken, (sedermera justitierådet) Henrik Ferdinand Lund och modern Anna Cathrine Lund. Troels-Lund var den yngste i en barnaskara på sju. Av dem var fyra halvsyskon från faderns tidigare äktenskap med Petrea Lund (född Kierkegaard, död 1834), en syster till Søren Kierkegaard, två var helbröder. Hemmet på Gammeltorv i Köpenhamn var dock bara bostad för familjen på vintern. På sommaren hade familjen som tradition att bo på en lantegendom utanför staden. År 1841 hyrde familjen Bakkehuset på Frederiksberg och det blev familjens sommarbostad i nära tjugo år. Frederiksberg var på den tiden ett lantligt område med åkrar och sjöar. Vid sidan av huset låg den stora kungliga parken Søndermarken. Här fick Troels-Lund sitt förtroliga förhållande till natur, friluftsliv och botanik som lyser igenom så klart i hans senare verk.
Fadern hade i ett tidigare äktenskap varit gift med en syster till Søren Kierkegaard. Det innebar att han och hans bror prästen Peter Christian Kierkegaard besökte familjen i hemmet. Søren Kierkegaard, som inte var blyg för att leka med barnen, gjorde ett djupt intryck på den unge Troels-Lund. På sin ålderdom utgjorde barndomsminnena om Søren Kierkegaard grunden för tredje bandet av verket "Bakkehus og Solbjerg".

## Studenttiden
Efter att ha avlagt studentexamen 1858 skrevs Troels-Lund in på Köpenhamns universitet. Han hade dock ännu inte bestämt vilken bana han skulle välja. Tillsammans med bl.a. Harald Høffding läste han filosofi under F.C. Sibbern (1785-1872) och övervägde att välja filosofibanan. Andra ämnen prövades också, bl.a. filologi och medicin. Det slutade med att han valde teologi, troligtvis på grund av att hans mor villa att alla hennes tre söner skulle bli präster. Då modern avled samma år som Troels-Lunds avslutade filosofistudierna var nog detta grunden för hans val.
Ett av de starkaste intryck som Troels-Lund fick under studenttiden var utbrottet av den andra slesvigska kriget 1864. Den äldre brodern Peter Lund, som var den i familjen som Troels-Lund var närmast knuten till, anmälde sig som frivillig. Han blev dödligt sårad under övergången till Als 29 juni och låg som krigsfånge på ett tyskt fältsjukhus på Sundeved. Familjen sände Troels-Lund dit för att vårda honom. Han var hos honom till brodern avled 18 juli. Denna upplevelse förstärkte ett redan starkt intresse för Danmarks försvar. Genom sitt vuxna liv var Troels-Lund en ivrig förespråkare för Köpenhamns befästning och utgav tre pjäser som agiterade för ett aktivt försvar ("Om Danmarks Forsvar", "Preussens Fald og Genoprejsning", "Om Danmarks Neutralitet"). 1900 blev han ordförande i Centralkomiteen for de Frivillige Korps, som förespråkade civil beväpning vid en främmande invasion.
Samma år som brodern avled förlovade sig Troels-Lund med sin syssling och barndomskamrat Sigismunda Tillisch och 1868 stod bröllopet. Det medförde förnyade ansträngningar för att finna en utkomst och efter sin teol.kand.-examen 1866 fortsatte Troels-Lund sin bana vid universitetet med att avlägga doktorsexamen i filosofi 1871. Kort före detta hade Troels-Lund av ekonomiska orsaker fått anställning vid Rigsarkivet i Köpenhamn, där han fick arkivarien Adolf Ditlev Jørgensen som arbetskamrat.

## Historiker
På Rigsarkivet var Troels-Lund huvudsakligen upptagen med adelsbrev från 1500- och 1600-talet och det var det som skulle bli källan till hans livsverk. Djupt präglad av det samtidiga genombrottet för realismen i litteraturen, med Georg Brandes som talesman, valde Troels-Lund att bli historisk författare med utgångspunkten i det dagliga livet. Från början skulle verket vara en traditionell politisk, historisk genomgång av 1500-talet med titeln "Danmarks og Norges Historie i Slutningen af det 16de Aarhundrede". Troels-Lund hade då också utgivit mindre verk med huvudvikten på 1500-talets politiska historia ("Historiske Skitser", "Mogens Heinesøn"), men mycket snart tog den kulturhistoriska skildringen över. Den ursprungligen planerade tredjedelen av verket, som det kulturhistoriska skulle ha bestått av, blev nu hela verket. Beskrivningen av nästan alla förhållanden i det dagliga livet under den nordiska renässansen, både till det yttre och till det inre, blev huvudsaken. Troels-Lund var möjligen inspirerad av den tyske historikern W. H. Riehl som i sitt verk "Naturgeschichte des deutschen Volkes als Grundlage einer deutschen Sozialpolitik" liksom Troels-Lund också inleder med ett band om "Land og Folk" (Land und Leute"). Men i så fall är det bara den rent idémässiga inspirationen. Riehl var långt mer strängt systematisk, medan Troels-Lund i sitt verk är mer färgrik, ibland fabulerande i sitt språk och ersätter systematiken med ofta hemlagade teorier. Det sistnämnda blev Troels-Lund också förebrådd för. Fackhistorikerna var inte nöjda med det fackmässiga i "Dagligliv", och recensionerna var fulla av påpekade fel. Bristen på egentlig historisk utbildning kunde förmärkas i verket, i synnerhet de första banden. I de senare banden i verket kunde Troels-Lund använda sig av omfattande källsamlingar, som den teologiske kandidaten Nicolai Jacobsen hade samlat på 1860- och 1870-talen på sitt arbete som assistent på Det Kongelige Bibliotek, om bl.a. bröllop, dop och födslar. Detta gjorde att Troels-Lund kunde använda sig av långt flera exempel och därmed få en långt större säkerhet i teoribildningen. Troels-Lund var samtidigt lyhörd för felen som påpekades i recensionerna och de flesta av de tidigt begångna felen blev också rättat i verkets andra utgåva. Mottagandet i den icke-fackliga läsekretsen var å andra sidan mycket positiv. På grund av Troels-Lunds icke-fackliga språk och ytterst underhållande berättarstil kunde alla få ut något av verket. Förstautgåvorna av verket blev fort slutsålda och de senare folkutgåvorna utkom i upp till fyra utgåvor med 10.000 i varje upplaga.
Efter denna succé var det inte otroligt att Troels-Lund ville få en tjänst som professor i historia vid Köpenhamns universitet. Men just i det sista årtiondet på 1800-talet utexamineras den första generationen av danska fackhistoriker och de fick naturligtvis, med Kr. Erslev i spetsen, företräde vid anställningar på universitetet. Istället fick Troels-Lund en tjänst som lärare i historia vid Hærens Officersskole på Frederiksbergs slott.

## Ålderdom
1908 fick Troels-Lund diagnosen "hjärtförkalkning" och blev tvungen att hålla sig stilla. Det litterära produktionen minskade och Troels-Lund drog sig tillbaka från det offentliga livet. På sin ålderdom sysselsatte sig Troels-Lund mest med sina minnen. Han blev dock av och till "trött av att sysselsätta sig så mycket med sig själv", som han skriver i förordet till "Bakkehus og Solbjerg". 1899 hade Troels-Lund utgivit skriften "Livsbelysning", som var en slags europeisk idéhistoria som gick fram till 1500-talet. Under arbetet med sina minnen kom Troels-Lund tillbaka till sina barndomsupplevelser på Bakkehuset och dettas centrala del i Danmarks kulturhistoria under 1800-talets första hälft. Han kom då idén att skriva ett verk om romantikens genombrott och den "livsbelysning" som därmed bröt igenom i det danska kulturlivet. Verket skulle ha sin utgångspunkt i Bakkehuset och den mångfald av personligheter soml hade haft beröring med det. Detta blev verket "Bakkehus og Solbjerg", som är fullt av Troels-Lunds ljusa syn på livet och hans friska språk. Troels-Lund hann dock bara se de första bandet av de planerade fyra i verket utgivet. Han avled 1921.
Historikern och vännen Knud Fabricius sörjde för utgivandet av de sista två banden av "Bakkehus og Solbjerg" som Troels-Lund hade hunnit skriva. Troels-Lund hade hunnit till sitt nittonde år i sina minnen, då han lade detta arbete åt sidan för att arbeta med "Bakkehus og Solbjerg". Dessa utkom postumt 1924 med titeln "Et Liv - Barndom og Ungdom".
Han är begravd på Frederiksbergs gamla kyrkogård.

## Verk
- "Paa Vandring", 1867 (under pseudonymen Poul Vedel)
- "Historiske Skitser - Efter utrykte Kilder", 1876
- "Mogens Heinesøn - Et tidsbillede fra det 16 Aarhundrede", 1877
- "Dagligt Liv i Norden i det sekstende Aarhundrede I-XIV", 1879-1901 (första bandet med titeln "Danmark og Norges Historie i Sluttningen af det 16de Aarhundrede")
- "Om Danmarks Forsvar", 1880
- "Preussens fald og Genoprejsning", 1883
- "Om Danmarks Neutralitet", 1886
- "Christian de Fjerdes Skib paa Skanderborg Sø I-II, 1893
- "Livsbelysning", 1899
- "Sundhedsbegreber i Norden i det 16de Aarhundrede", 1900
- "Peder Oxe", 1906
- "De tre Nordiske Brødrefolk", 1906
- "Nye Tanker i det 16de Aarhundrede", 1909
- "Historiske Fortællinger - Tider og Tanker I-IV", 1910-1912
- "Bakkehus og Solbjerg - Træk af et nyt Livssyns Udvikling i Norden I-III, 1920-1922
- "Et Liv - Barndom og Ungdom", 1924